# Absentisme
L'absentisme és un patró habitual d'absència davant d'un dret o deure. Tradicionalment, l'absentisme ha estat vist com un indicador d'un acompliment individual pobre, així com l'incompliment d'un contracte implícit entre l'empleat i l'empresari; ha sigut interpretat com un problema de gestió, emmarcat en termes econòmics o quasi-econòmics. Es poden distingir tres tipus d'absentisme diferents:
- Absentisme previsible i justificat: és aquell que pot ser controlat per què l'empresa està informada prèviament de l'absència (permisos legals retribuïts, malalties comunes amb baixa d'incapacitat laboral transitòria, accidents de treball amb baixa laboral, permisos no retribuïts per a assumptes personals.
- Absentisme no previsible i sense justificació que suposen una falta o abandonament del lloc de treball sense autorització de l'empresa.
- Absentisme presencial. És aquella forma d'absentisme en la que el treballador acut al seu lloc de feina, però dedica una part del temps a tasques que no són pròpies de l'activitat laboral.[1]

## Lloc de treball
L'absentisme elevat al lloc de treball pot indicar una mala moral, però les absències també poden ser causades per riscos laborals o síndrome de l'edifici malalt. Mesures com el factor Bradford, una eina de mesura per analitzar l'absentisme que creu que les absències curtes i no planificades afecten el grup de treball més que les absències a llarg termini, no distingeixen entre absència per raons genuïnes de malaltia i absència per raons relacionades amb la no malaltia. El 2013, la CIPD del Regne Unit va estimar que el treballador mitjà tenia 7,6 dies absents a l'any i que costava anualment a empleadors 595 £ per empleat. Els mètodes de mesurament no són exactes i tots abasten, donant lloc a resultats inclinats en funció de les variables observades. Com a resultat, els empleats poden sentir-se obligats a venir a treballar quan estan malalts i a transmetre malalties transmissibles als seus companys de treball. Això comporta un absentisme encara més gran i una productivitat reduïda entre altres treballadors.
Les forces de treball solen excusar l'absentisme causat per raons mèdiques si l'empleat proporciona documentació de suport del seu metge. A Polònia, si els empleats, o qualsevol persona que tingui cura, inclosos nens i ancians, cauen malalts, es pot aplicar una baixa per malaltia.
El model psicològic que discuteix és el "model de desistiment", que assumeix que l'absentisme representa la retirada individual de condicions laborals insatisfactòries. Això troba un suport empíric en una associació negativa entre absència i satisfacció laboral, en particular, la satisfacció amb el treball en si. Entre els factors que s'atribueixen a l'absència del treball poden incloure l'estrès, les preocupacions relacionades amb la família, la cultura laboral, la capacitat dels empleats per fer la feina i la relació supervisor-subordinada.
La comprensió basada mèdicament sobre l'absentisme troba suport en investigacions que vinculen l'absentisme per raons mèdiques amb trastorns mentals i de conducta, malalties del sistema digestiu, neoplasmes i malalties del sistema genitourinari. Això exclou l'embaràs, el part i el puerperi. El seu cost, en euros, és de 7.43 mil milions anuals per als homes i de 9.66 mil milions per a les dones (6.700 milions d'euros després de prendre embarasses, part i puerperi.) La investigació demostra que cada any es perden més d'un bilió de dòlars a causa de l'escassetat de productivitat com a conseqüència de l'absentisme relacionat amb la medicina. La línia entre la causalitat psicològica i la mèdica és difuminada, ja que hi ha vincles positius tant entre l'estrès laboral com la depressió i l'absentisme. Les tendències depressives poden estar darrere d'alguna de l'absència atribuïda a una mala salut física, com amb l'adopció d'un “paper malalt aprovat culturalment”. Això situa l'adjectiu "malaltia" abans de la paraula "absència" i comporta una càrrega de més proves de les que s'ofereix normalment.
L'evidència indica que l'absència es considera generalment com a "comportament del lloc de treball lleugerament desviant". Per exemple, les persones solen tenir estereotips negatius d'absents, segons denuncien el seu propi absentisme i creuen que el seu propi registre d'assistència és millor que el dels seus companys. Les atribucions negatives sobre l'absència comporten tres resultats: el comportament és obert al control social, sensible al context social i és una font potencial de conflicte laboral.
Una de les empreses tàctiques que utilitza per combatre les absències no planificades és la idea de pagar el temps de malaltia no utilitzat.

### Gestió
L'absentisme és un patró habitual correlacionat amb el treball emocional i el raonament personal, però hi ha resolucions per trobar formes de pal·liar la causa. Kelley, et al. (2016) diu que l'estrès representa el dotze per cent de l'absentisme en el lloc de treball a l'any, que és una qüestió en la qual l'empresa ha de mantenir-se en comunicació amb l'empleat i treballar per aconseguir una solució. Un gran exemple de recerca de progrés és formar un programa d'assistència als empleats (EAP), que és "una estratègia per ajudar els treballadors a afrontar els problemes fora de la feina que els empleats porten al lloc de treball" (Quinley, 2003). Això no només comporta l'estrès, sinó altres factors de salut mental que els empleats consideren dignes d'atenció. L'EAP pot ajudar els empleats a aportar una actitud més positiva al treball, cosa que pot fer al·lusió a la creació d'un entorn laboral positiu.
Una altra qüestió en què es pot reduir l'absentisme dels empleats és la de les qüestions personals dels empleats (és a dir, els nens a casa, la família malalta, etc.) i la voluntat de l'empresa a ser flexible. L'assistència perfecta és difícil d'aconseguir al lloc de treball. Les qüestions externes sempre tenen factors en absències, que poden ser espontànies i incontrolables. La flexibilitat és un factor clau per treballar un negoci equilibrat, i és important que la comunicació flueixi eficaçment en el lloc de treball.
Cada empresa és diferent i l'absència en el lloc de treball hauria de ser limitada. Una comunicació eficaç pot ajudar en aquest esforç a evitar problemes en el lloc de treball. L'absentisme no només afecta la feina de la persona, sinó també l'empresa des del punt de vista del grup. La comunicació segueix sent la màxima prioritat quan es tracta d'absentisme. Comunicar-se i disposar a treballar junts per assolir un objectiu comú és un motiu principal perquè la gestió d'aquest patró sigui efectivament maneres d'evitar l'absentisme en el lloc de treball.

### Planificada i no planificada
Les absències previstes del treball inclouen el descans programat, la jubilació i els sabats. Aquestes absències causen poca o cap interrupció en els espais de treball a causa del temps donat per treballar al voltant de l'absència.
L'absència no planificada del treball es defineix com una excedència no prevista ni previsible. Inclou el temps d'aturada per malaltia, el temps d'aturada accidentat, circumstàncies especials i l'absència sense permís. Les absències no planificades indiquen un factor important de la salut del lloc de treball, incloent la satisfacció i el compromís dels empleats.

### Assetjament
Gairebé tots els llocs de treball que tenen un encarregat tenen una elevada rotació de personal i absentisme.

### Narcissisme i psicopatia
Segons Thomas, hi sol haver un nivell d'estrès més elevat amb persones que treballen o interaccionen amb un narcisista, fet que augmenta l'absentisme i la facturació del personal. Boddy troba la mateixa dinàmica on hi ha un psicòpata corporatiu a l'organització.

## A l'escola
Si bé l'absentisme escolar ocasional no pot ser problemàtic, l'absentisme excessiu ha tingut un impacte negatiu. Els estudiants amb un historial d'assistència deficient es troben en desavantatge tant acadèmic com social. En comparació amb els seus companys, aquests estudiants tenen més risc de baix rendiment escolar i d'abandonament escolar precoç. També corren el risc de tenir oportunitats més restringides en termes de formació i ocupació posteriors i és probable que experimentin problemes socials i emocionals en l'edat adulta. La manca d'escola pot ser un comportament que forma els hàbits i pot resultar difícil desafiar-se malgrat que la consciència creix sobre les causes de l'absentisme.
Les proves d'investigació suggereixen que les intervencions primerenques són sis vegades més propenses a tenir èxit que les després que la no assistència dels estudiants hagi arribat a l'etapa persistent. De la mateixa manera, normalment hi ha una raó inicial, denominada "punt desencadenant", per la no assistència dels estudiants. Quan les absències dels estudiants han arribat a l'etapa persistent, hi ha almenys diverses raons més que justifiquen l'acció.
Hi ha reforços positius i negatius pel que fa a l'absentisme estudiantil. Un reforç positiu que significa que l'alumne rebrà més atenció del seu progenitor o tutor o que rebi beneficis tangibles de no anar a l'escola. Un reforç negatiu que significa que l'alumne eviti l'escola. Dube i Orpinas van dur a terme un estudi realitzant enquestes a 99 escoles de primària i mitjana, dirigides a estudiants amb problemes d'assistència. Aquests perfils principals es van identificar a aquests tres estudiants. Dube i Orpinas van trobar que el 17,2 per cent va faltar a l'escola per evitar por, problemes d'ansietat o escapar de situacions socials o d'avaluació; El 60,6 per cent va perdre l'escola per obtenir atenció parental o beneficis tangibles; i el 22,2 per cent no tenia perfil. Els tres grups difereixen significativament en puntuacions mitjanes per a dificultats de comportament. Els nens que s'adaptaven a diversos perfils tenien el nivell més alt de problemes de comportament i els que no figuraven en el grup sense perfil. Els nens amb múltiples perfils van tenir puntuacions mitjanes més altes en freqüència de victimització i nombre total d'esdeveniments traumàtics o estressants que els dels altres grups.
Tot i que hi ha moltes teories per tractar l'absentisme, no hi ha cap tractament universal. Hi ha, però, un procés pas a pas identificat per Evie Bald per gestionar l'absentisme. Aquest procés inclou identificar l'absentisme crònic, identificar el raonament de les absències, treballar amb les famílies per abordar els problemes i oferir reforços positius si cal.